# Miskolci Bach-hét
A Miskolci Bach-hét 2011 óta évente megrendezésre kerülő zenei programsorozat. 
Alapító művészeti vezetője és szervezője Flach Antal csembalóművész, aki ezekkel a szavakkal bocsátotta útjára az induló rendezvényt: 
"Szeretettel hívom önöket egy új kezdeményezés, az I. Miskolci Bach-hét programjaira, hogy szülővárosomban minél jobban megismerhessék Johann Sebastian Bach egyedülálló művészetét, a városi zenét tanulók és zenét tanítók, sokszínű közössége által."
A Miskolci Bach-hét jelenlegi védnöke Horváth Anikó Liszt- és Artisjus-díjas csembalóművész.

## A 2019. évi Miskolci Bach-hét
A 2019. április 5. és 11. között megrendezett koncertsorozat programfüzetében a száz éve elhunyt Csáth Géza író és zenekritikus szavai így szólnak a zeneszerzőről: „... A legnagyobb muzsikus az összes zeneszerzők között. Egyedülálló, csodálatos jelenség a zeneirodalomban. Demokrata géniusz ő, aki mindenkinek tele marokkal kínálja kincseit, s ezek a kincsek olyanok, - hiszen éppen ezen fordul meg a művészek demokrata volta - amelyek mindenki számára mindenkor kincsek maradnak. ... Bach zenéje nem egy rendellenes érzésvilágú, szokatlan lélekből fakad, hanem egy nemes, jó embert mutat meg nekünk, aki csak annyiban géniusz, hogy a normális emberi tulajdonságok benne fokozott mértékben vannak meg. ... Hetvenöt éves korában hagyta itt a világot Bach János Sebestyén. ... Nemzedékek tűntek és pusztultak el azóta. A világ megidegesedett, elrontotta gyomrát, kigyógyult, megöregedett és újjá készül születni, de Bach muzsikája ifjú, mintha ma írta volna. Ez az örökkévaló Muzsika. A Muzsika!”

## A korábbi évek műsorai
- Az I. Miskolci BACH-hét programja
- A II. Miskolci BACH-hét programja Archiválva 2019. április 12-i dátummal a Wayback Machine-ben
- A III. Miskolci BACH-hét programja
- A IV. Miskolci BACH-hét programja
- Az V. Miskolci BACH-hét programja
- A VI. Miskolci BACH-hét programja

- Az VIII. Miskolci BACH-hét programja Archiválva 2019. április 12-i dátummal a Wayback Machine-ben
- A VII. Miskolci BACH-hét programja Archiválva 2019. április 12-i dátummal a Wayback Machine-ben